# Johan Albrecht af Mecklenburg-Schwerin
Hertug Johan Albrecht til Mecklenburg-Schwerin (tysk: Johann Albrecht, Herzog zu Mecklenburg) (8. december 1857 – 16. februar 1920) var en tysk prins af Mecklenburg-Schwerin.
Han fungerede som regent i to tyske stater: Fra 1897 til 1901 var han regent i Storhertugdømmet Mecklenburg-Schwerin på vegne af sin mindreårige nevø Frederik Frans 4. af Mecklenburg-Schwerin, og fra 1907 til 1913 var han regent i Hertugdømmet Braunschweig.